# Вайнхебер, Йозеф
Йозеф Вайнхебер (нем. Josef Weinheber; 9 марта 1892, Вена — 8 апреля 1945) — австрийский поэт-лирик, писатель и эссеист.

## Биография
Вайнхебер вырос в детском доме. До того, как стать писателем, он был рабочим, в период с 1911 по 1918 работал на почте. В 1919 году начал писать для газеты The Musket. В 1918 перешёл из католицизма в протестантство.
В 1920 году вышел первый сборник лирических стихов поэта «Der einsame Mensch» (The Solitary Man). Вайнхебер находился под влиянием творчества Райнера Марии Рильке, Антона Вильдганса и Карла Крауса. Дружил с коллегами по литературному цеху Мирко Елюшичем и Робертом Хольбаумом. С 1931 по 1933 год и с 1944 года Вайнхебер являлся членом Нацистской партии.
С момента публикации сборника стихов «Adel und Untergang» Вайнхебер становится одним из ведущих поэтов своего времени. Восхищение критиков вызвал сборник «Wien wörtlich», который частично был написан на Венском диалекте. А сорок од, вошедших в Цикл «Zwischen Göttern und Dämonen» 1938 года, считаются его поэтическим шедевром.
В последние годы войны Вайнхебер пристрастился к алкоголю. В момент контрнаступления советских войск он впал в депрессию и покончил с собой, оставив однозначную предсмертную записку. Похоронен во дворе своего дома в Кирхштеттене.

## Награды и признание
- 1936 — Премия Вольфганга Амадея Моцарта (Wolfgang Amadeus Mozart Prize)
- 1941 — Grillparzer Prize (совместно с Мирко Елюшичем)

## Произведения
- 1920 — Der einsame Mensch, (Одинокий человек, поэзия)
- 1923 — Von beiden Ufern, (С двух берегов, поэзия)
- 1924 — Das Waisenhaus, (Приют, роман)
- 1926 — Boot in der Bucht, (Лодка в бухте, поэзия)
- 1934 — Adel und Untergang, (Nobility and Ruin, поэзия)
- 1935 — Wien wörtlich, (Vienna Verbatim, поэзия)
- 1935 — Vereinsamtes Herz, (Одинокое сердце, поэзия)
- 1936 — Späte Krone, (Belated Crown, поэзия)
- 1937 — O Mensch, gib acht!, (Mankind, Take heed!, поэзия)
- 1937 — Selbstbildnis, (Автопортрет, поэзия)
- 1938 — Zwischen Göttern und Dämonen, (Меж богов и демонов, поэзия)
- 1939 — Kammermusik, (Камерная музыка, поэзия)
- 1944 — Dokumente des Herzens, (Сердечные бумаги, поэзия)
- 1947 — Hier ist das Wort, (Вот оно слово, поэзия)